# Amanda Wärff

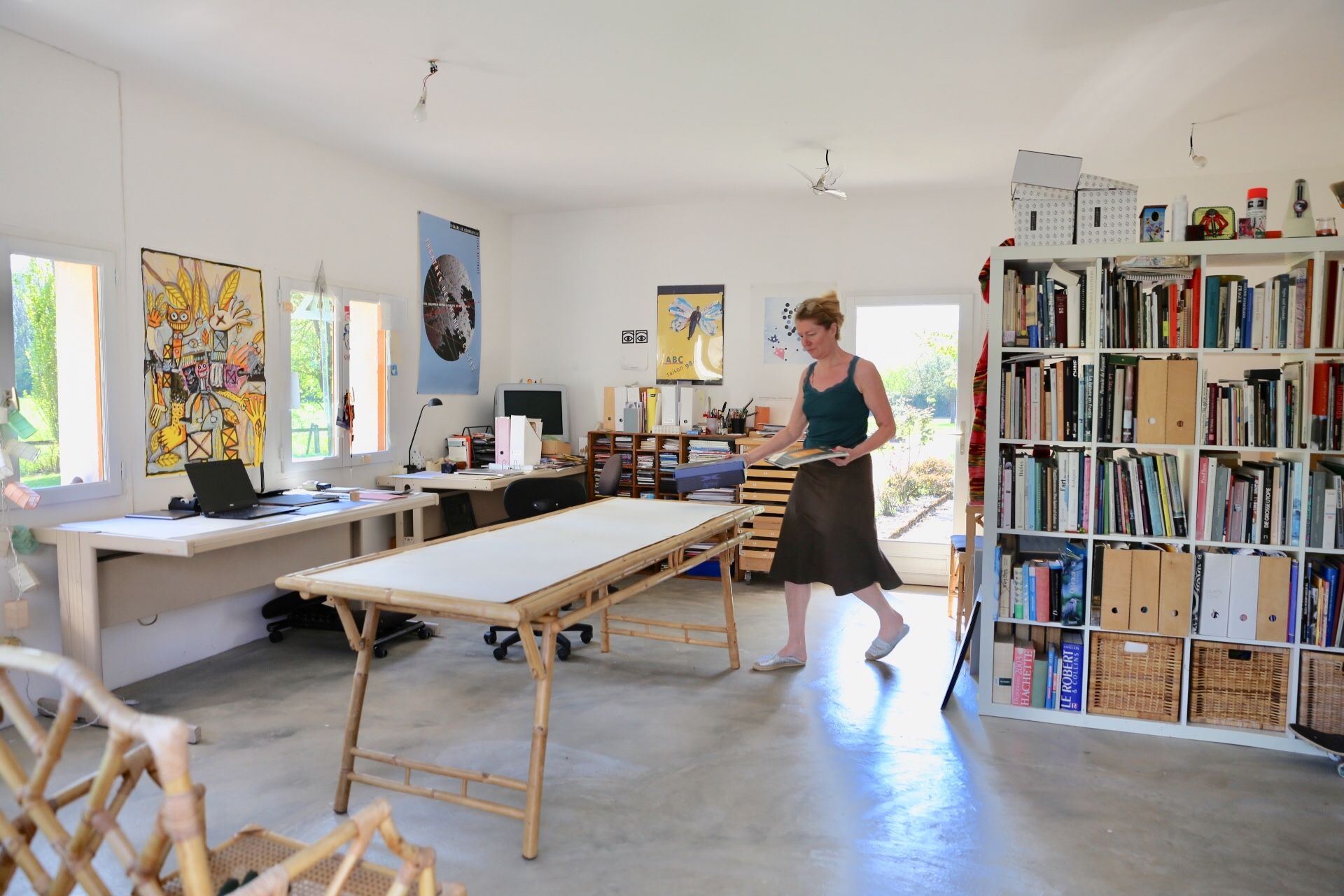
Amanda Wärff år 2019 i sin ateljé i Bourgogne, Frankrike.

Amanda Charlotte Wärff, född 13 september 1963 i Madesjö församling, Kalmar län, är en svensk grafisk formgivare.

## Biografi
Amanda Wärff, som är uppväxt i Kosta i Småland, i Kyllaj på Gotland och i Newport i Australien, är utbildad på Rhode Island School of Design i USA 1982–1986 och på Konstfack i Stockholm 2015–2017. Hon driver egen verksamhet men är också lärare på konst- och designhögskolor i Stockholm och har ett samarbete med Astrid Lindgren AB.
Wärff var bosatt i USA 1982–1987 och i Frankrike åren 1991–2011. Sedan 2011 bor och arbetar hon i både Sverige och Frankrike.

### Familj
Amanda Wärff är dotter till glasformgivarna Göran Wärff och Ann Wolff samt äldre halvsyster till Pauline Wolff. År 1990–1994 var hon gift med konstnären Carl-Anders Thorheim (född 1961), med vilken hon har en dotter född 1990. År 2004 gifte hon sig med boktryckaren och förläggaren Thierry Bouchard (1954–2008), med vilken hon har en son, född 2001. År 2022 gifte hon sig med kulturjournalisten Anders Jansson.

## Utställningar (urval)
- Akroma, teckningar, Arsenal museum of Art, Riga, Lettland 2017
- Salon du dessin contemporain, Paris, 2015, 2018
- Teckningsmuseet Laholm, Prime Matter, utställning teckningar och ledning av workshop, 2015-2016
- Musée de Vin, Beaune, utställning av grafik
- Grafikgruppen, Visby